# As Burgas

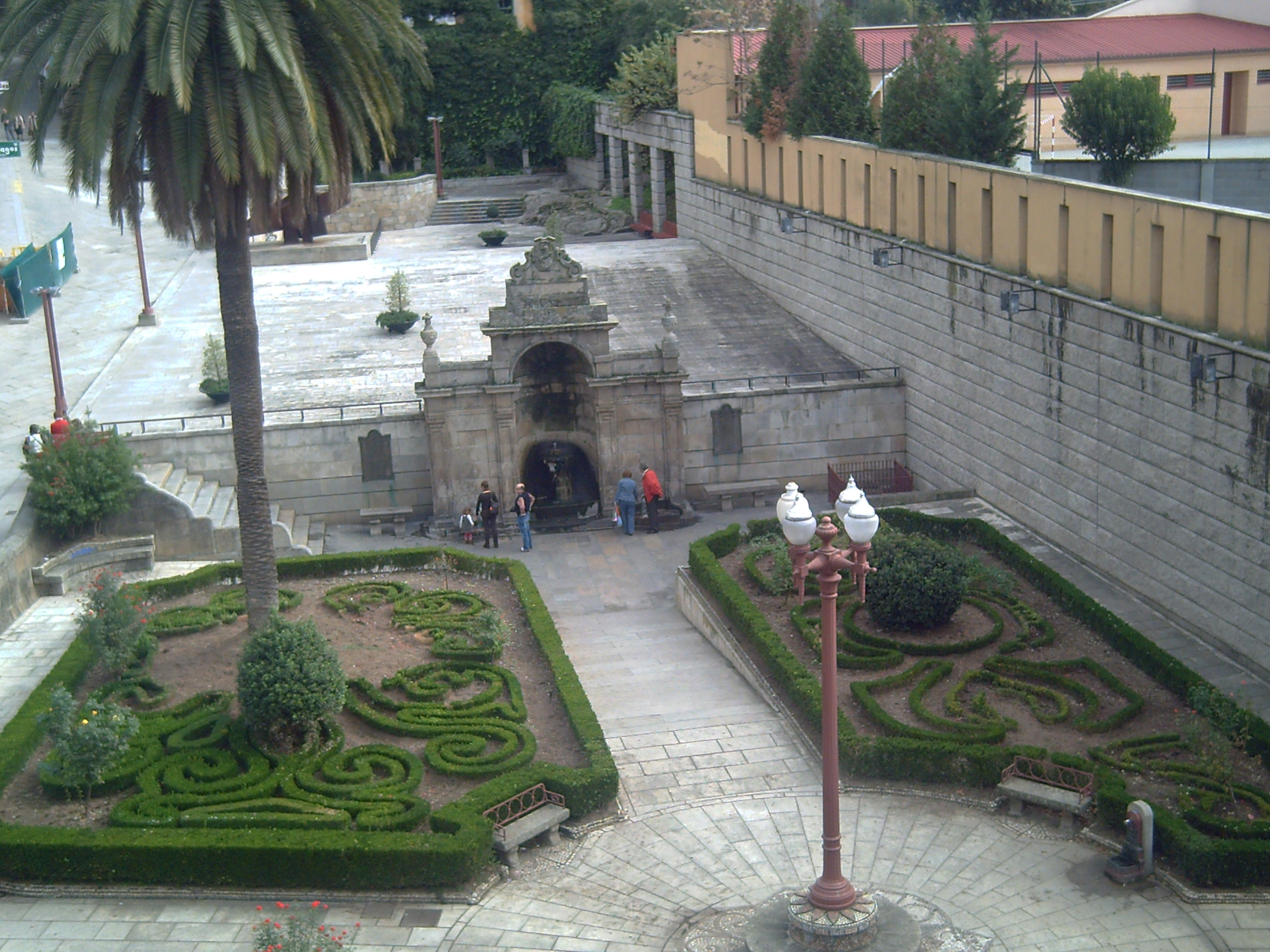
Jardins de les Burgas (2006)

As Burgas són unes deus d'aigües termals que es localitzen a la ciutat d'Ourense, a Galícia. D'ells brollen unes aigües hipertermals, a una temperatura entre 64 i 68 °C amb un cabal de 300 litres per minut. Aquestes aigües són aplicables a diferents tipus de dermopaties.

## Composició de l'aigua
La composició de l'aigua de les Burgas, segons l'anàlisi feta pels doctors Souto i Bermejo el 1990, és la següent:

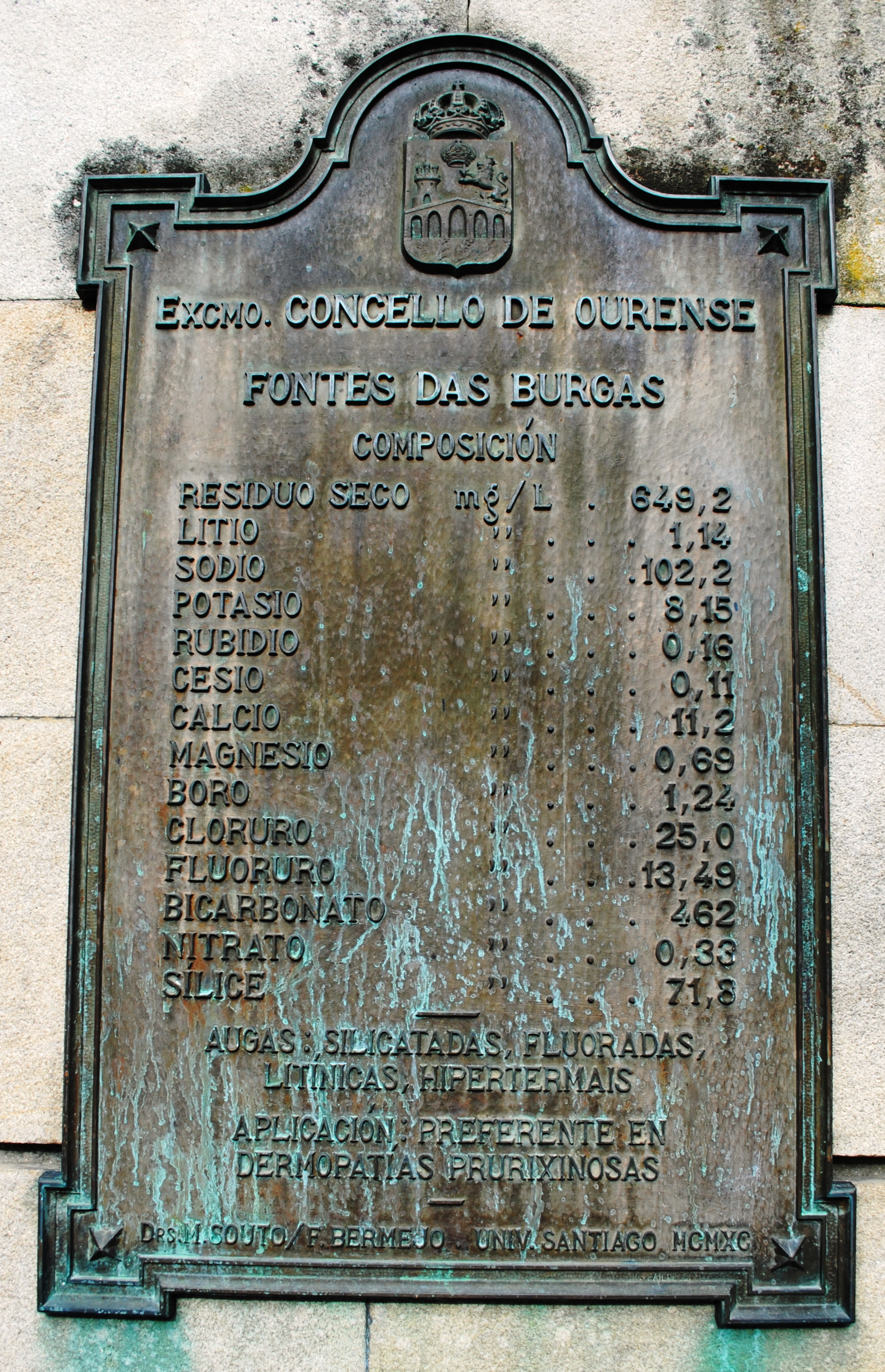
Composició química de les aigües d'As Burgas.

- pH: 7,56
- Residu sec: 649,2 mg/l
- Liti: 1,14 mg/l
- Sodi: 102,2 mg/l
- Potassi: 8,15 mg/l
- Rubidi: 0,16 mg/l
- Cesi: 0,11 mg/l
- Calci: 11,2 mg/l
- Magnesi: 0,69 mg/l
- Bor: 1,24 mg/l
- Clorur: 25,0 mg/l
- Fluorur: 13,49 mg/l
- Hidrogencarbonat: 462 mg/l
- Nitrat: 0,33 mg/l
- Silici: 71,8 mg/l

## Origen del nom
L'origen del nom de les Burgas no està molt clar. Per a alguns autors pot procedir del celta beru que vol dir calent, però l'etimologia més acceptada és al fet que prové del llatí burca que vol dir pila, en al·lusió als banys utilitzats pels romans com a balnearis.

## Galeria d'imatges

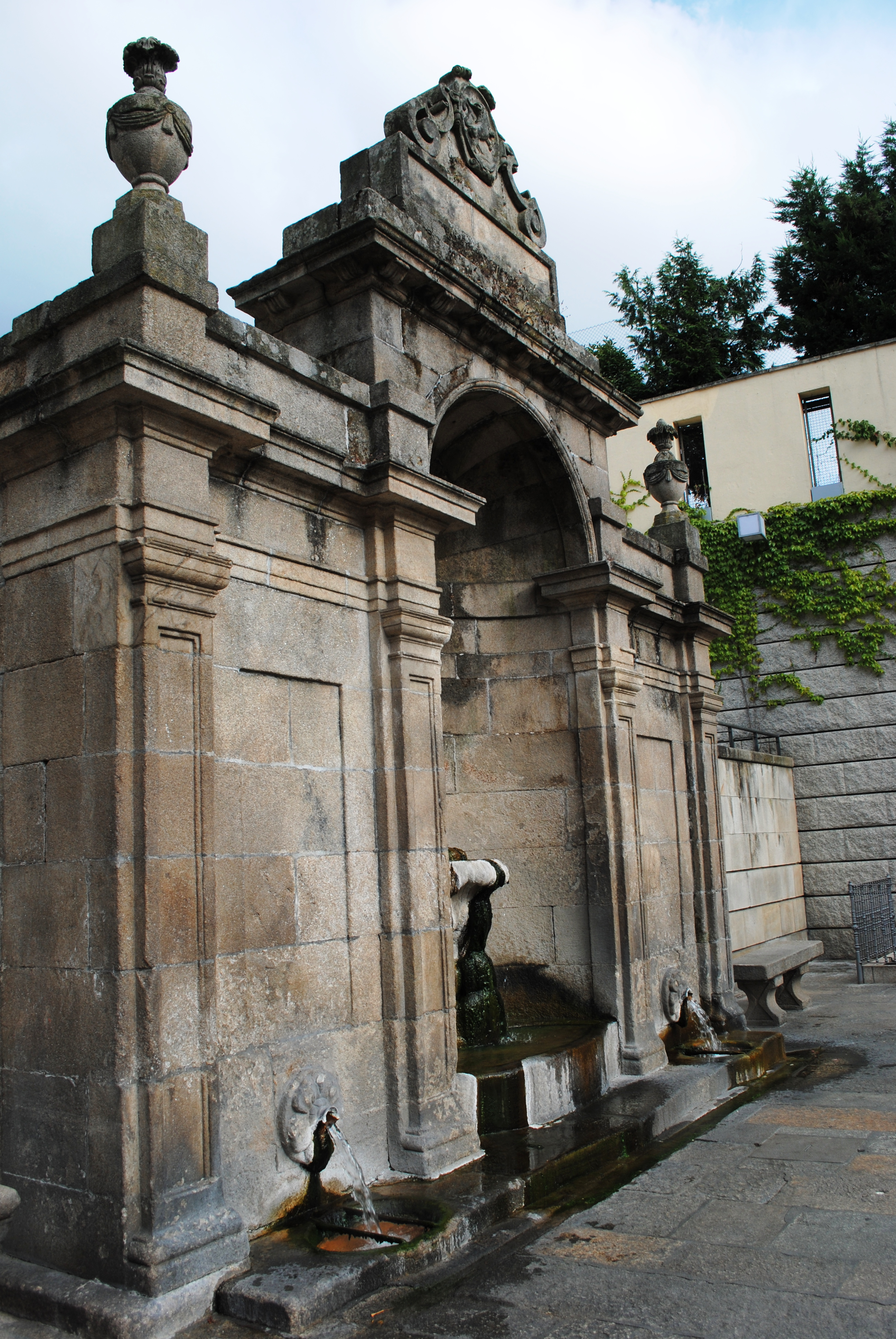
Vista lateral de la Burga de Baixo
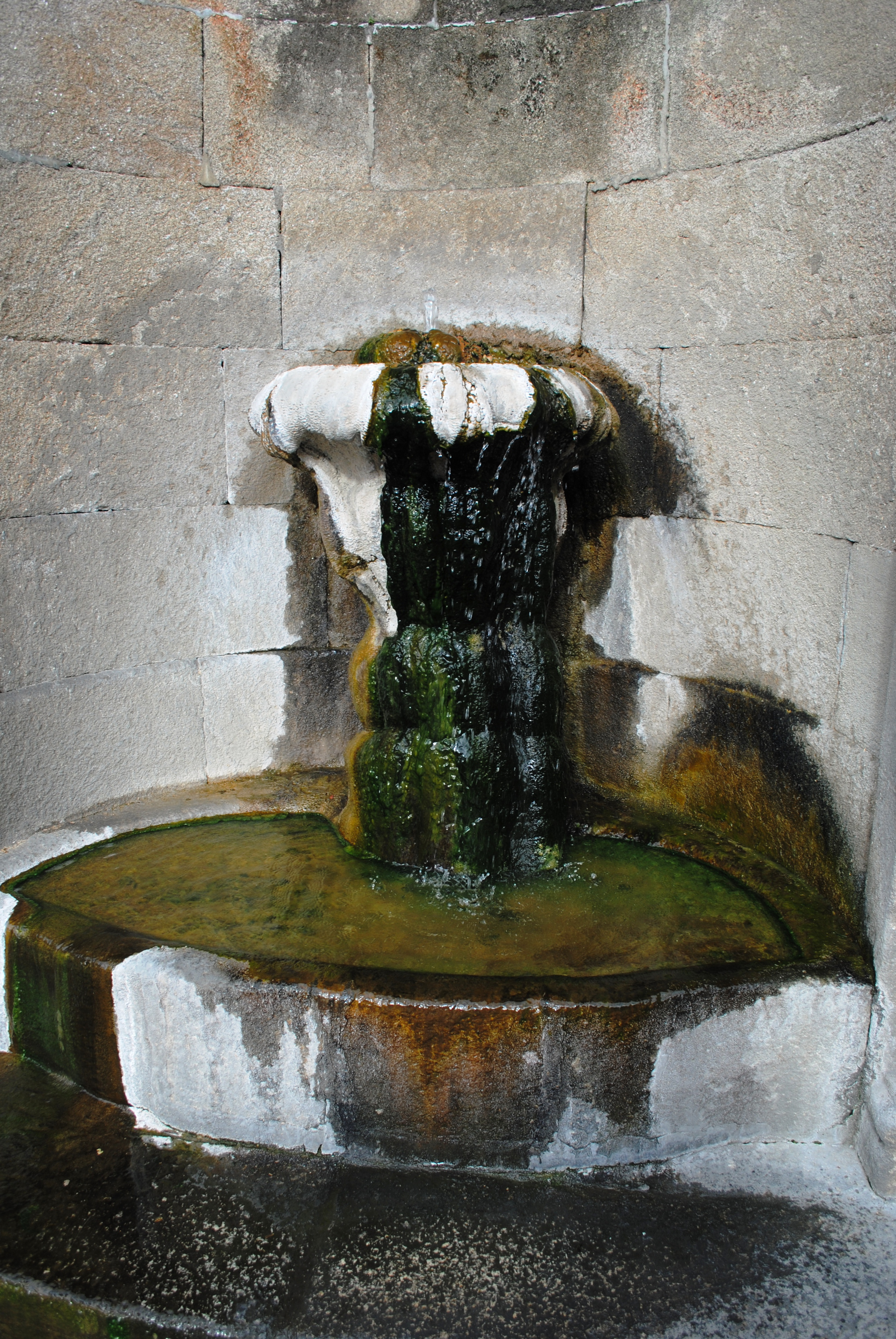
Font principal de la Burga de Baixo
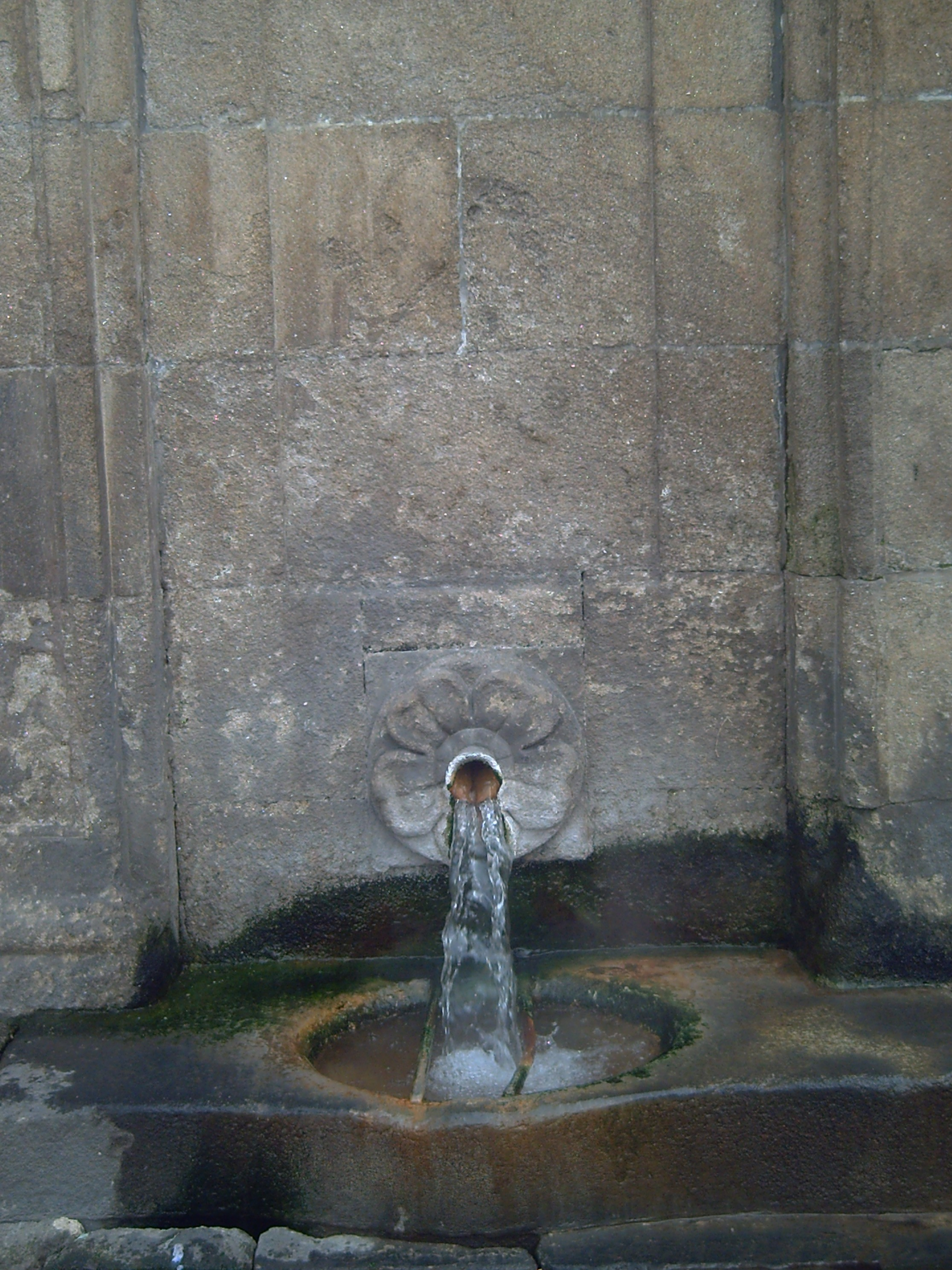
Lateral de la Burga de Baixo
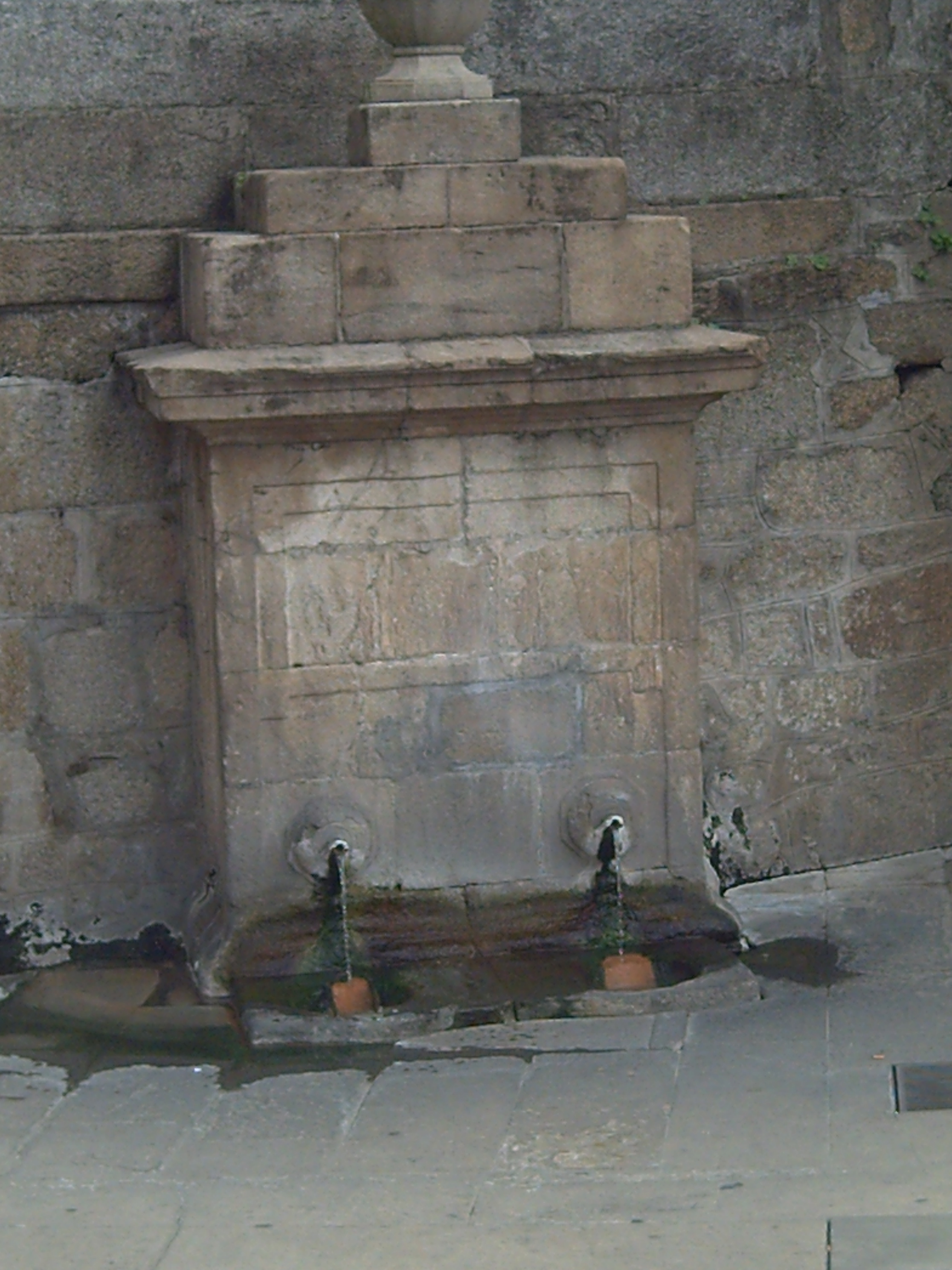
Burga de Riba (2006)
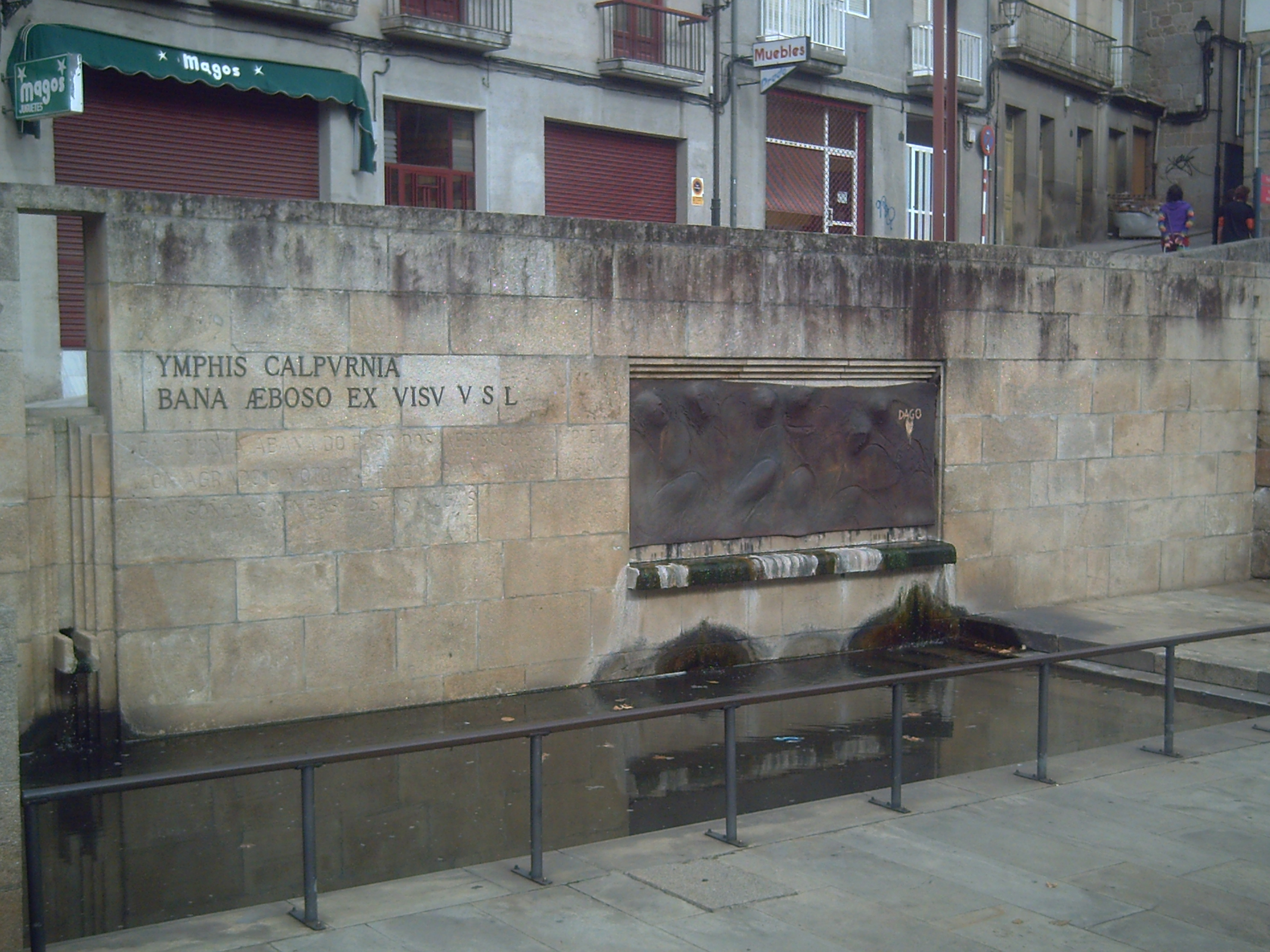
Estanc
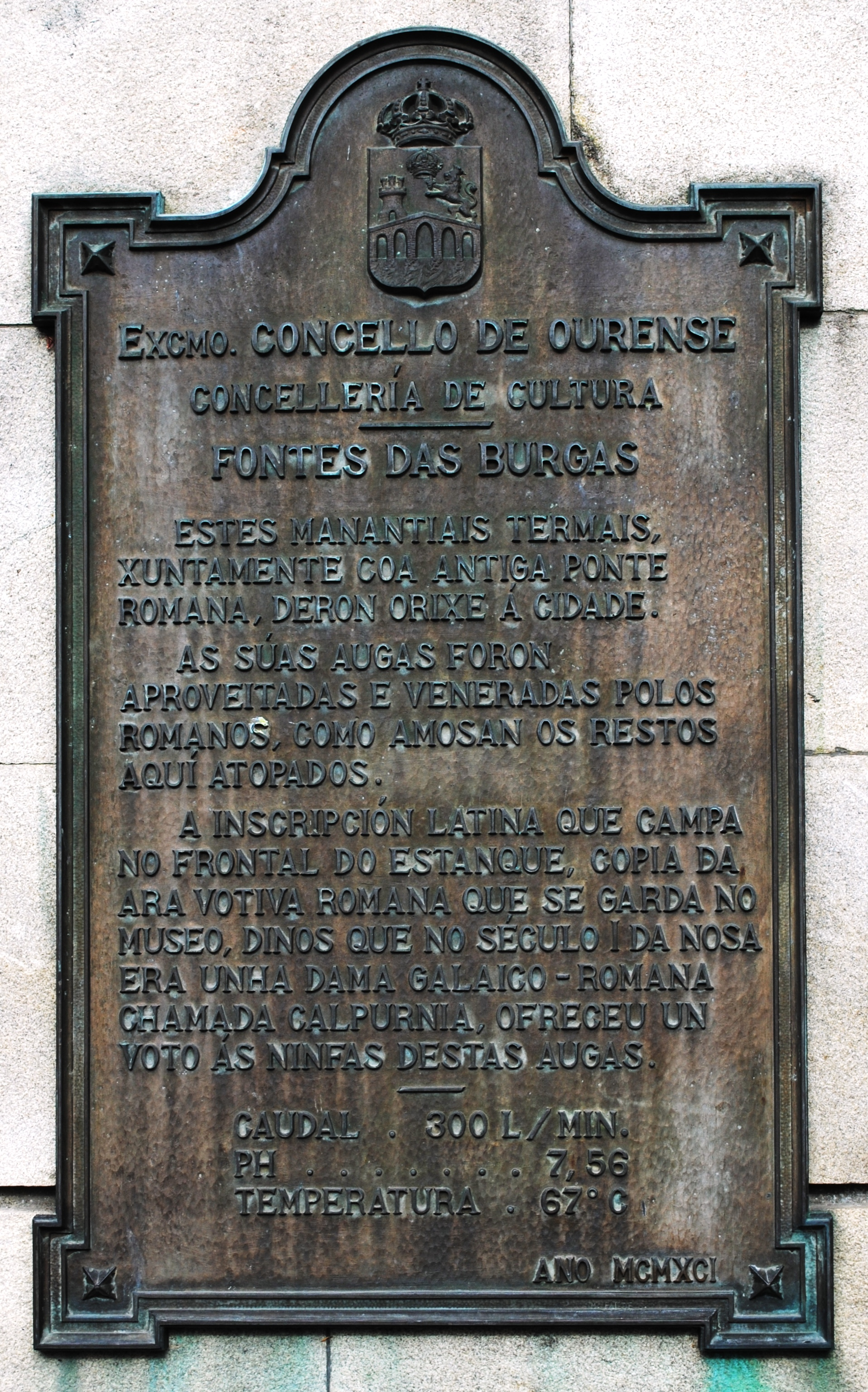
Origen i informació